# Ordre de Ranavalona III
 (juillet 2021).
La reine Ranavalona III de Madagascar, dernière reine régnante, institue l'Ordre de Ranavalona III. 
L'ordre a été établi en mars 1896 et supprimé avec la monarchie malgache le 28 février 1897. Les insignes de cet ordre sont donc rares. 
La croix de cet ordre est une étoile à sept branches, faites de sagaies. Le médaillon est en émail rouge foncé et blanc, les couleurs royales de Madagascar. Sur le médaillon, on trouve en lettres bleues « RM » pour "Ranavalona Manjaka" (Ranavalona régnante).  
Le verso porte la marque de l'orfèvre parisien Chobillon.
Le ruban est blanc avec un canton rouge dans le coin inférieur droit.

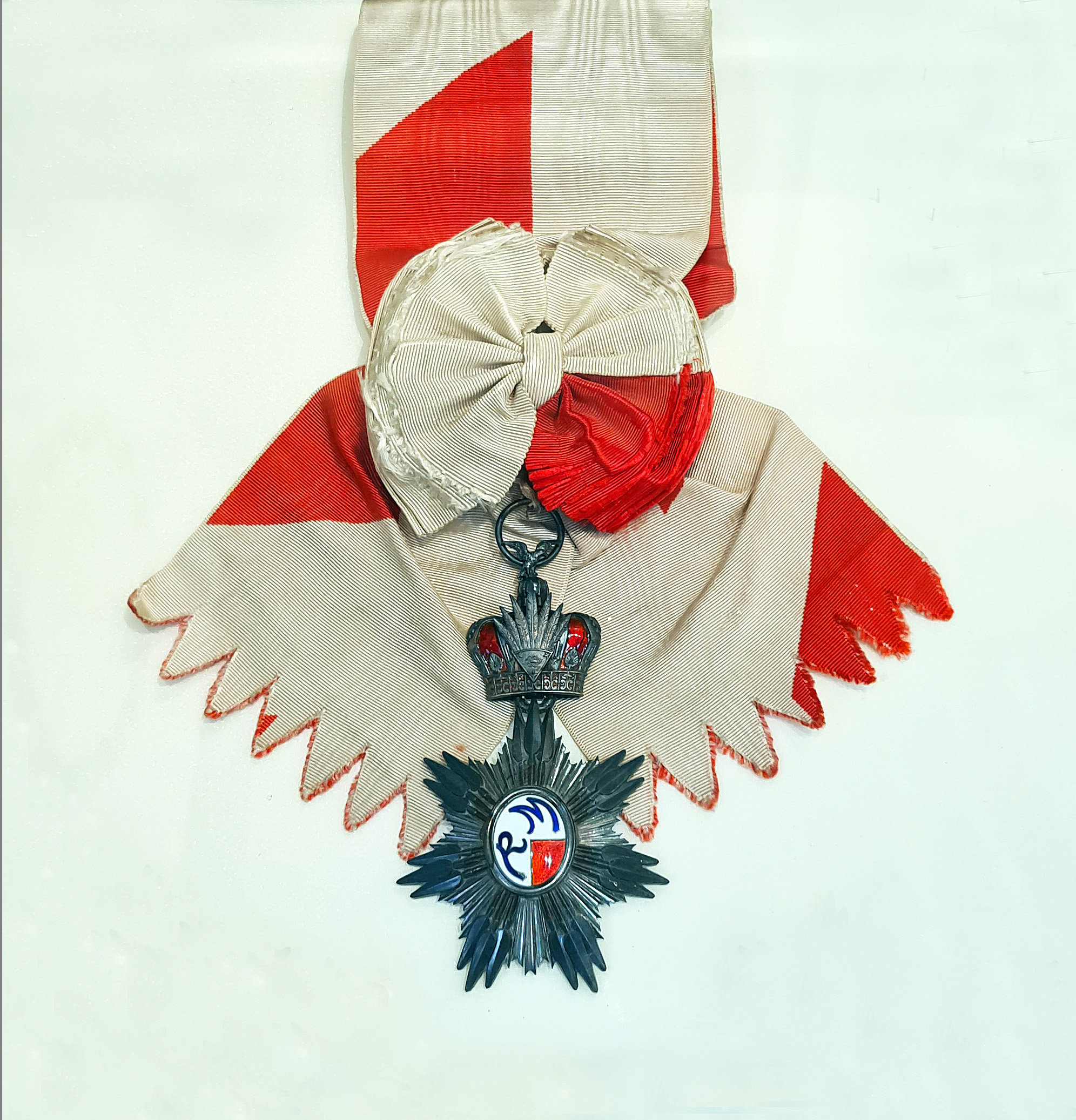
Insigne et plaque de grand-croix